# قائمة شعارات دول أمريكا الشمالية
تتضمن القائمة التالية شعارات دول قارة أمريكا الشمالية
| الدولة                   | الشعار | نص الشعار                                                                        | المقالة الرئيسية              |
| ------------------------ | ------ | -------------------------------------------------------------------------------- | ----------------------------- |
| أنتيغوا وباربودا         |        | كل سعي، يحقق إنجازاً                                                              | شعار أنتيجا وباربودا          |
| البهاما                  |        | إلى الأمام، نحو العلا، نتقدم معاً                                                 | شعار البهاما                  |
| باربادوس                 |        | "الفَخار والصناعة                                                                 | شعار بربادوس                  |
| بليز                     |        | sub umbra floreo                                                                 | شعار بليز                     |
| كندا                     |        | من محيط لآخر ‏ وسام كندا                                                          | شعار كندا                     |
| كوستاريكا                |        | أمريكا الوسطى جمهورية كوستاريكا                                                  | شعار كوستاريكا                |
| كوبا                     |        | لا يوجد                                                                          | شعار كوبا                     |
| دومينيكا                 |        | شعار دومينيكا                                                                    |                               |
| جمهورية الدومينيكان      |        | الله، الوطن، الحرية جمهورية الدومينيكان                                          | شعار جمهورية الدومينيكان      |
| السلفادور                |        | جمهورية السلفادور، في أمريكا الوسطى                                              | شعار السلفادور                |
| غرينادا                  |        | يقيننا بالله دائماً، طموحنا باسم العدالة بناء وتطوير كشعب واحد                    | شعار غرينادا                  |
| غواتيمالا                |        | الحرية، 15 سبتمبر 1821                                                           | شعار جواتيمالا                |
| هايتي                    |        | في الاتحاد قوة                                                                   | شعار هايتي                    |
| هندوراس                  |        | República de Honduras. Libre, Soberana e Independiente. 15 de Septiembre de 1821 | شعار هندوراس                  |
| جامايكا                  |        | Out of many, one people                                                          | شعار جامايكا                  |
| المكسيك                  |        |                                                                                  | شعار المكسيك                  |
| نيكاراغوا                |        | جمهورية نيكاراغوا أمريكا الوسطى                                                  | شعار نيكاراغوا                |
| بنما                     |        | Pro Mundi Beneficio                                                              | شعار بنما                     |
| سانت كيتس ونيفيس         |        | الدولة فوق الذات                                                                 | شعار سانت كيتس ونيفيس         |
| سانت لوسيا               |        | الأرض، الشعب، النور                                                              | شعار سانت لوسيا               |
| سانت فنسينت والجرينادينز |        | Pax et justitia                                                                  | شعار سانت فنسينت والجرينادينز |
| ترينيداد وتوباغو         |        | نطمح معاً، نحققه معاً                                                              | شعار ترينيداد وتوباجو         |
| الولايات المتحدة         |        | E Pluribus Unum                                                                  | ختم الولايات المتحدة العظيم   |